# François Houle
François Houle ist ein kanadischer Sopransaxophonist und Klarinettist des Creative Jazz, der freien Improvisation und der zeitgenössischen Musik.

## Leben und Wirken
Der klassisch ausgebildete Houle wuchs in Montreal auf und orientiert sich  an Vorbildern wie den Free-Jazz-Musikern Evan Parker und Steve Lacy sowie William O. Smiths Klangexperimenten und Anthony Braxtons linearen Klangschöpfungen. Er studierte an der McGill University und der Yale University.
Houle arbeitet in Vancouver; sein erstes Album unter eigenem Namen, Hacienda wurde im dortigen Club The Glass Slipper live aufgenommen. Im Jahr 1993 war er Mitglied der Formation The Recyclers von Noël Akchoté und Steve Argüelles (Visit). 1995 arbeitete er mit der Pianistin Marilyn Crispell zusammen, 1996 im Trio mit Georg Gräwe und Joëlle Léandre. 1997 spielte Houle mit dem Trompeter Dave Douglas und dem Bassisten Mark Dresser, die auf seinem Album In the Vernacular als Gastmusiker mitwirkten. Ständige Mitglieder seiner Band sind die Violinistin Sheila McDonald, der Gitarrist Tony Wilson und der Schlagzeuger Dylan van der Schyff. Auf Double Entendre (2005), einem Album für Solo-Klarinette und elektronische Instrumente, spielt er Werke von Pierre Boulez, Paul Dolden, Giorgio Magnanensi und John Oliver. Auf seinem Album Aerials setzte sich Houle mit den Soloaufnahmen von John Carter und Jimmy Giuffre auseinander.
Houle hat im Lauf seiner Karriere mit Musikern wie Evan Parker, Georg Gräwe, Myra Melford, Phil Haynes, Joëlle Léandre, Benoît Delbecq, dem Vancouver New Music Ensemble und der Formation Standing Wave zusammengearbeitet. Mit Nick Fraser, Nicola Fazzini und Alessandro Fedrigo bildete er die Gruppe ITACA.

## Diskographische Hinweise
- 1992: Hacienda (Songlines)
- 1994: Schizophere (Red Toucan)
- 1995: Any Terrain Tomoulous mit Marilyn Crispell
- 1998: In the Vernacular – The Music of John Carter (Songlines, mit Dave Douglas und Mark Dresser)
- 2000: Au Cœur du Litige (Spoil Field, 1996–2000)
- 2000: Cryptology (between the lines)
- 2006: Aerials (Drip Audio)
- 2011: Because She Hoped (Songlines, mit Benoit Delbecq)
- 2013: François Houle & Håvard Wiik Aves (Songlines)
- 2018: François Houle, Alexander Hawkins & Harris Eisenstadt: You Have Options (Songlines)
- 2020: François Houle 4: Recoder (Songlines)
- 2021: François Houle & Samo Šalamon: Unobservable Mysteries
- 2022: François Houle & Marco von Orelli: Make That Flight (ezz-thetics 2022)
- 2023: Jorrit Dijkstra, François Houle, Karlis Silins, Kenton Loewen: Coastlines: Music of Steve Lacy Vol. 1: Quartets
- 2023: In Memoriam (Clean Feed, 2023)

## Lexikalische Einträge
- Richard Cook, Brian Morton: The Penguin Guide to Jazz on CD. 6. Auflage. Penguin, London 2002, ISBN 0-14-051521-6.
- Wolf Kampmann (Hrsg.), unter Mitarbeit von Ekkehard Jost: Reclams Jazzlexikon. Reclam, Stuttgart 2003, ISBN 3-15-010528-5.